# Нешич-Пияде, Лепа
Лепа Нешич-Пияде (серб. Лепа Нешић-Пијаде), урождённая Лепосава Петрович (серб. Лепосава Петровић; 1897, Крушевац — 1975, Белград) — профессор, переводчица, участница Народно-освободительной войны Югославии.

## Биография
Родилась в 1897 году в Крушеваце. Окончила начальную школу и гимназию в родном городе, позже поступила на философский факультет Белградского университета. Во время учёбы в 1919 году вступила в Клуб студентов-марксистов, а затем и в Коммунистическую партию Югославии. Активный деятель Фонда помощи бедным студентам и партийной организации при Университете. Занималась политической работой с жёнами рабочих. В 1920 году вышла замуж за Владимира Нешича, историка, одного из лидеров революционного суденческого движения в Белградском университете.
29 декабря 1920 года вступило в силу решение о запрете Коммунистической партии Югославии, ставшее известное как «Обзнана». В связи с этим Лепа оставила партийную работу и стала помогать мужу, который занимался техническими вопросами работы Белградского городского комитета КПЮ. В 1924 году избрана в Секретариат женского отделения Независимой рабочей партии Югославии. Активный деятель югославского отделения МОПР (Нешич был руководителем организации). В августе 1929 года после установления диктатуры 6 января полиция ворвалась в дом Владимира Нешича, где находилась подпольная типография. Обоих арестовали, а на допросе Владимир был убит, но его смерть полиция представила как самоубийство. Лепу вскоре отпустили.
Лепа была уволена из школы, в которой работала, и устроилась госслужащей, однако постоянно переходила из школы в школу. Она работала в Прилепе, Ягодине и Крушеваце. В 1932 году приехала в СССР из Чехословакии, куда прибыла на Всеславянский сокольский съезд вместе со своей дочерью Еленой (род. 1925). Преподавала в Коммунистическом университете национальных меньшинств Запада. В 1937 году после закрытия вуза уехала в Югославию, где продолжила партийную работу. Активная деятельница женского движения и Объединения незанятых профессоров. В мае 1939 года вышла замуж за Моше Пияде, который освободился после многолетней каторги.
Перед вступлением Югославии во Вторую мировую войну Лепа работала в Министерстве сельского хозяйства и являлась членом партийной ячейки. После начала войны она осталась в Белграде, где занималась закупкой материальных средств для помощи узникам концлагеря Баница и партизанам. В июне 1943 года она покинула Белград и через Срем отправилась в Восточную Боснию, где присоединилась к партизанам. Позже она добралась до Верховного штаба НОАЮ, где находился и её супруг. В ходе Народно-освободительной войны она занимала должности политического инструктора в охранном батальоне 1-го пролетарского армейского корпуса, технического работника телеграфного агентства TANJUG, технического секретаря отдела Антифашистского вече народного освобождения Югославии и т.д.
В августе 1944 года в составе группы партийных активистов она отправилась в Южную Сербию, где до освобождения Белграда работала в Отделе пропаганды Главного штаба НОА и ПО Сербии.
Скончалась в 1975 году в Белграде. Похоронена на Аллее почётных граждан Нового кладбища Белграда. Награждена памятной Партизанской медалью 1941 года и другими наградами.